# رافائل مید
رافائل مید (انگلیسی: Raphael Meade؛ زادهٔ ۲۲ نوامبر ۱۹۶۲) بازیکن فوتبال اهل بریتانیا است.
از باشگاه‌هایی که در آن بازی کرده‌است می‌توان به باشگاه فوتبال ایپسویچ تاون، باشگاه فوتبال اسپورتینگ پرتغال، باشگاه فوتبال آرسنال، باشگاه فوتبال سیتینگبورو، باشگاه فوتبال کراولی تاون، باشگاه فوتبال داندی یونایتد، باشگاه فوتبال لوتون تاون، باشگاه فوتبال رئال بتیس، باشگاه فوتبال پلیموث آرگیل، باشگاه فوتبال برایتون اند هوو آلبیون، و باشگاه فوتبال برایتون اند هوو آلبیون، اشاره کرد.